# Trasporti in Madagascar

## Trasporto ferroviario

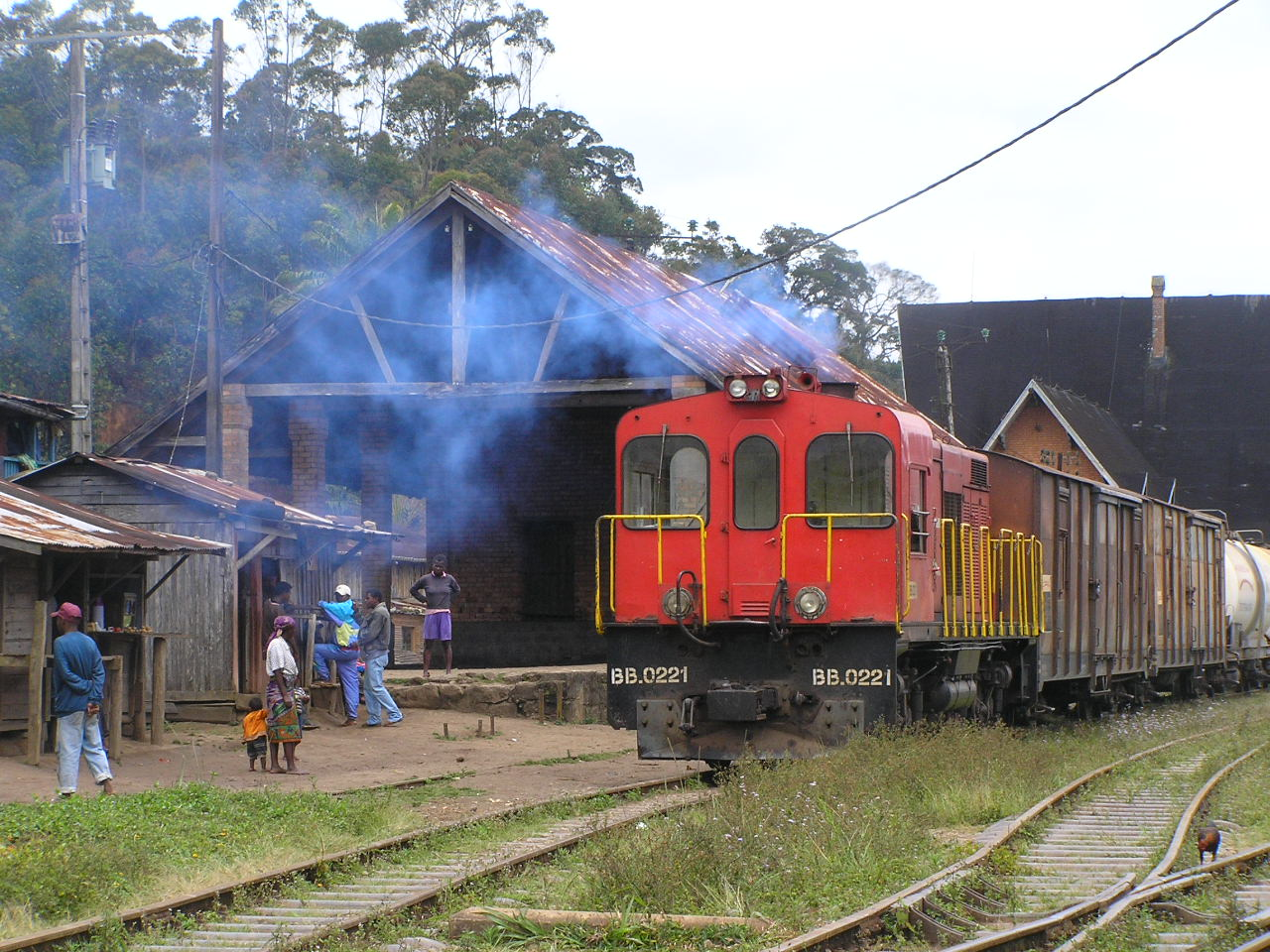

Tracciato delle linee ferroviarie esistenti.

Le infrastrutture della rete ferroviaria del Madagascar risalgono in gran parte al periodo coloniale e la maggior parte di esse versa in cattive condizioni. La rete consta di complessivi 854 km di strada ferrata a scartamento metrico, la maggior parte dei quali è utilizzata solo per il trasporto merci.
Esistono quattro linee ferroviarie principali:
- Tananarive-Côte Est (TCE), lunga 372 km, collega Tananarive a Toamasina via Moramanga;
- Tananarive-Antsirabe (TA), lunga 159 km, collega Tananarive a Antsirabe;
- Moramanga-Lago Alaotra (MLA), lunga 142 km, collega Moramanga a Ambatondrazaka (il tratto Ambatondrazaka -Lago Alaotra è in disuso);
- Fianarantsoa-Côte Est (FCE), lunga 163 km,  collega Fianarantsoa a Manakara.

Le prime tre linee fanno parte del Réseau Nord, gestite dalla Madarail (gruppo Vecturis).  L'ente gestore ha intrapreso un programma straordinario di manutenzione, con l'obiettivo di ristabilire il traffico passeggeri sull'intera rete.
La linea Fianarantsoa-Côte Est (FCE), isolata dal resto della rete ferroviaria, ha un gestore differente, la Compagnie du chemin de fer Fianarantsoa-Côte Est, un ente parastatale.

Al 2011 il traffico passeggeri è limitato alle tratte Moramanga-Toamasina (TCE), Moramanga–Vohidiala (MLA) e alla linea Fianarantsoa-Côte Est (FCE).

## Trasporto su strada

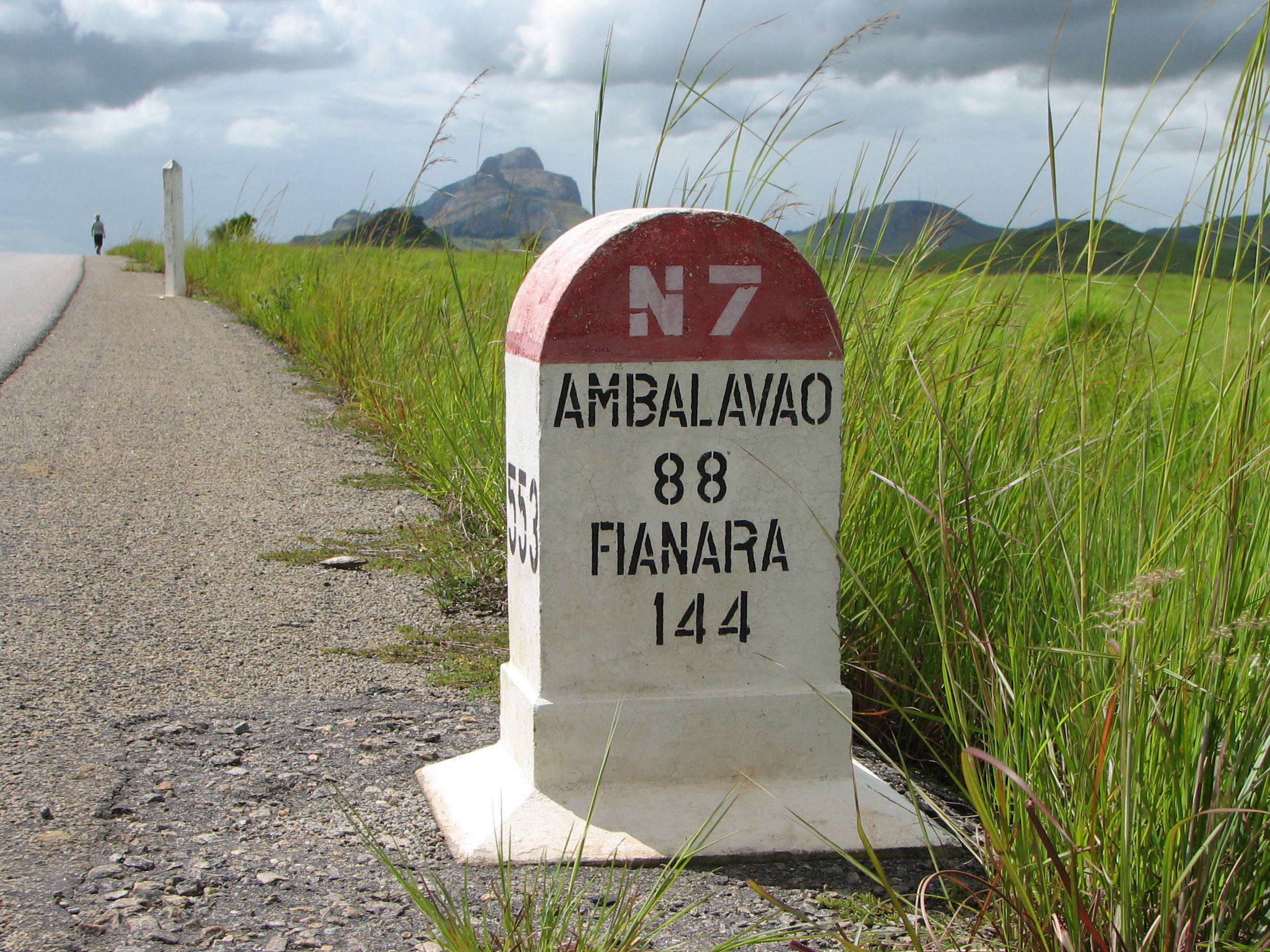
Pietra miliare sul ciglio della RN 7.

Il Madagascar ha circa 65.663 km di strade, di cui 7.617 km asfaltati (11,6%), mediamente degradati.
Le arterie stradali principali sono le Routes Nationales (RN), solo in parte asfaltate, a doppio senso di marcia, che collegano la gran parte delle città del paese.
Le più importanti sono:
- Route nationale 1, lunga 124 km, collega Antananarivo a Analavory
- Route nationale 2, lunga 369 km, collega Antananarivo a Toamasina
- Route nationale 3, lunga 91 km, collega Antananarivo al Lago Alaotra
- Route nationale 3b, lunga 106 km, collega Andapa a Sambava
- Route nationale 4, lunga 590 km, collega Antananarivo a Mahajanga
- Route nationale 5, lunga 402 km, collega Toamasina a Maroantsetra
- Route nationale 5a (Nord Transversale), lunga 405 km, collega Ambilobe a Antalaha, via Vohemar - Sambava
- Route nationale 6 (Tours du Nord), lunga 750 km, collega Ambondromamy a Antsiranana
- Route nationale 7 (Tours du Sud), lunga 980 km, collega Antananarivo a Toliara
- Route nationale 8 (Allée des Baobab - Tour Ouest), lunga 198 km, collega Morondava a Bekopaka via Belo Sur Tsiribihina.

Alcune di esse sono praticabili solo stagionalmente e subiscono interruzioni durante la stagione delle piogge.
Il mezzo di trasporto più comune, per le grandi e medie distanze, è il taxi-brousse (dal francese taxi de brousse = taxi della savana), un pullmino collettivo con capienza di 15 persone circa. 

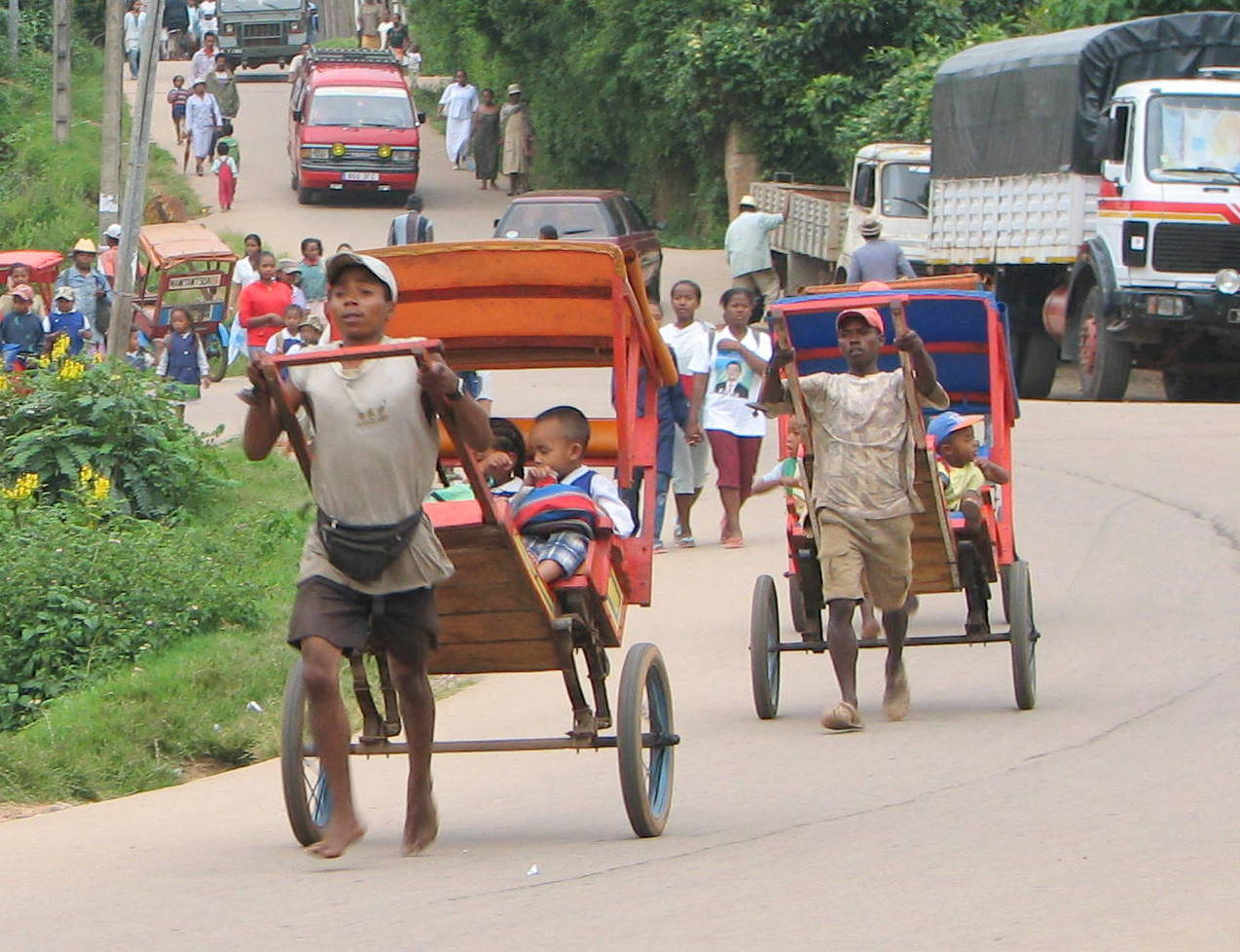
Pousse-pousse a Ambositra.

### Trasporti urbani
Nelle grandi città si trovano taxi privati nonché i taxi-be, letteralmente "grandi taxi", simili ai taxi-brousse ma con percorrenza interna alla città.
Ma il mezzo di trasporto urbano più caratteristico è senz'altro il pousse-pousse, un mezzo a trazione umana simile al risciò, introdotto nell'isola all'inizio del XX secolo dai cinesi, che lo usavano per il trasporto di materiale nella costruzione di ferrovie.
Questa forma di trasporto urbano è molto diffusa a Antsirabe, che è la "capitale malgascia" del pousse-pousse, ed in molte altre città dell'isola.

## Trasporto marittimo

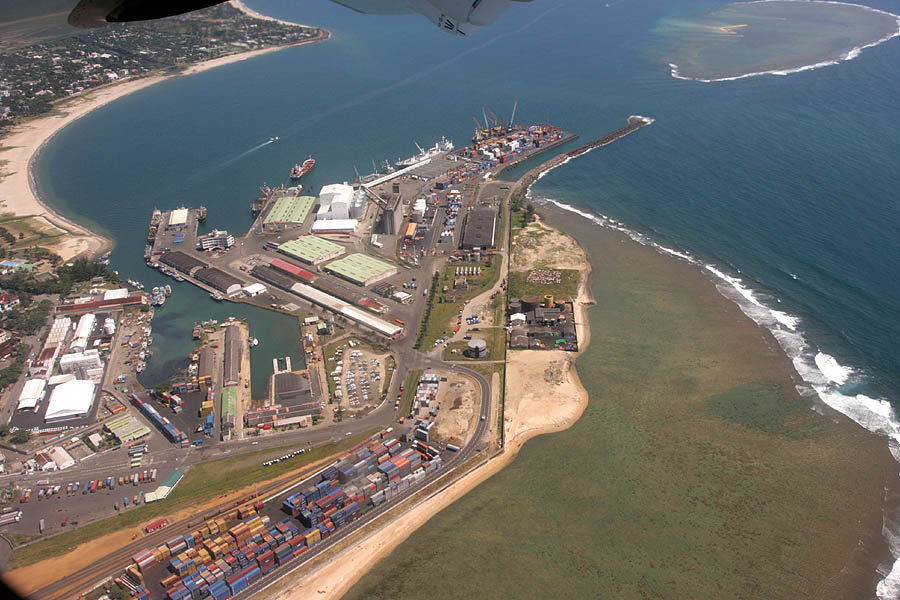
Veduta aerea del porto di Toamasina

Il porto di Toamasina è la maggiore struttura portuale marittima del Madagascar. Altre città sedi di porti marittimi importanti sono Mahajanga, da cui partono collegamenti con le isole Comore, Antsiranana (Diego Suarez) e Toliara.
Altri porti di rilievo si trovano a Tolagnaro, Maroantsetra, Morondava, Andoany (Nosy Be), Antalaha, Soalala, Manakara e Mananjary.
Nel luglio del 2009 è stato inaugurato il nuovo Porto di Ehoala, situato 10 km a sud-ovest di Tolagnaro, nei pressi dell'aeroporto. È un porto d'utilità pubblica ma a gestione privata, aperto al traffico marittimo nazionale ed internazionale e sede di un ufficio di dogana. L'infrastruttura è stata finanziata dalla Rio Tinto, una compagnia mineraria anglo-australiana, ed è stata realizzata per consentire l'approdo, in acque profonde oltre 15 m, di grossi navi mercantili, per favorire l'esportazione dell'ilmenite estratta nella vicina miniera di Mandena.

## Trasporto fluviale

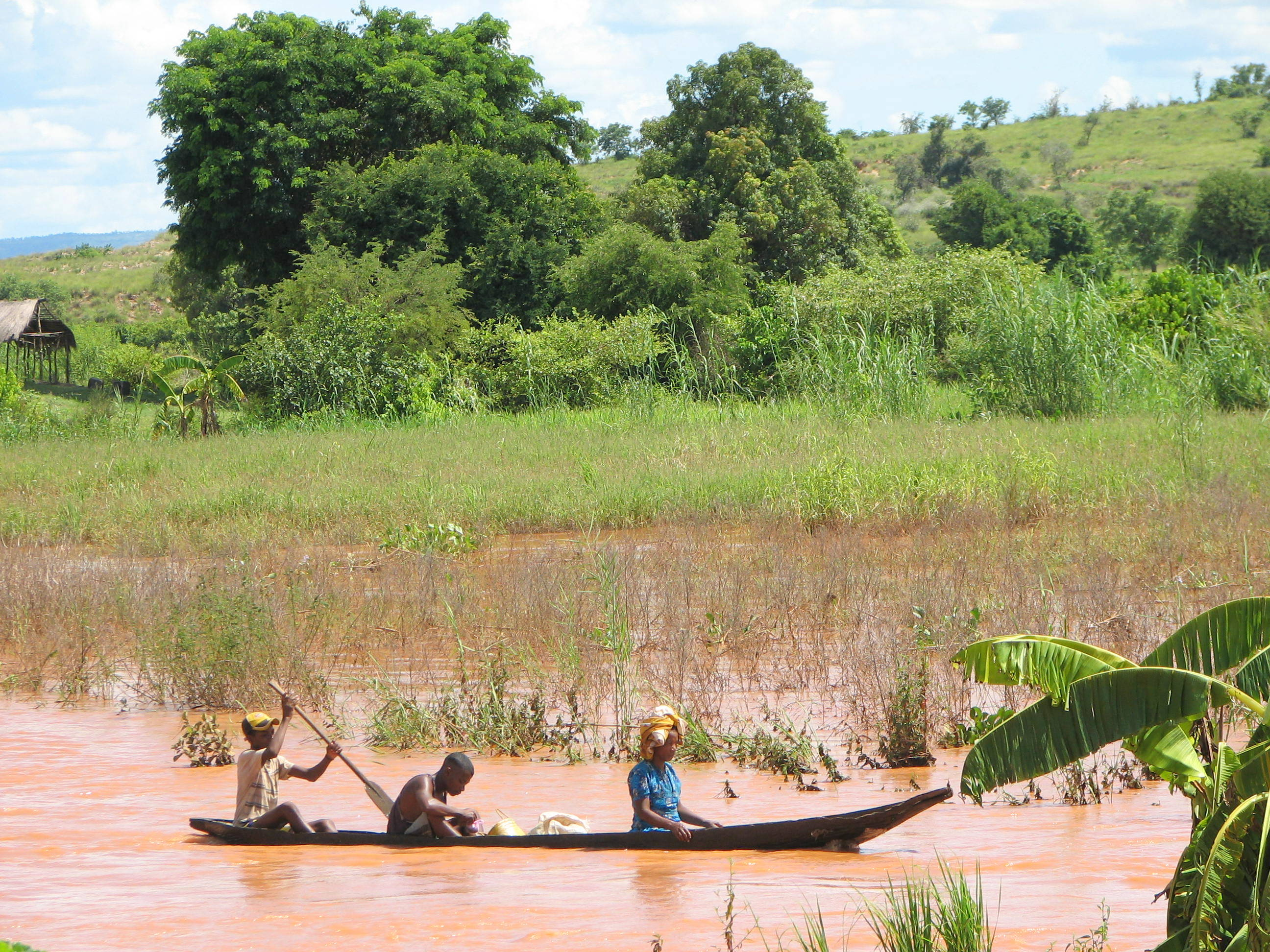
Piroghe sul fiume Tsiribihina

Il sistema dei fiumi del Madagascar è suddiviso, dalle montagne che corrono lungo la parte centrale dell'isola, in due versanti: il versante occidentale, rappresentato da fiumi che digradano dolcemente verso ovest fino al Canale del Mozambico, e il versante orientale, i cui corsi d'acqua, più brevi ed impetuosi, sfociano ad est nell'Oceano Indiano.

Tra i fiumi del versante occidentale ve ne sono molti che consentono la navigazione per ampi tratti, tra cui il fiume Tsiribihina, navigabile in ogni stagione fino alle gole di Bemaraha, e in estate fino a Bongolava. In alcuni tratti il fiume raggiunge una larghezza di 4–5 km.
I corsi d'acqua del versante orientale non sono invece, se non per brevi tratti, navigabili, ma lungo la costa è presente il Canal des Pangalanes, una via d'acqua artificiale progettata in epoca coloniale, lunga circa 600 km, che sfruttando una serie di laghi e di corsi d'acqua naturali, consente la navigazione fluviale tra Tamatave e Farafangana.

## Trasporto aereo
In Madagascar esistono 84 aeroporti (2010), di cui 27 con pista in asfalto e 57 non asfaltata.

La maggiore struttura aeroportuale del Madagascar è l'Aeroporto di Antananarivo-Ivato, hub per la compagnia di bandiera Air Madagascar.

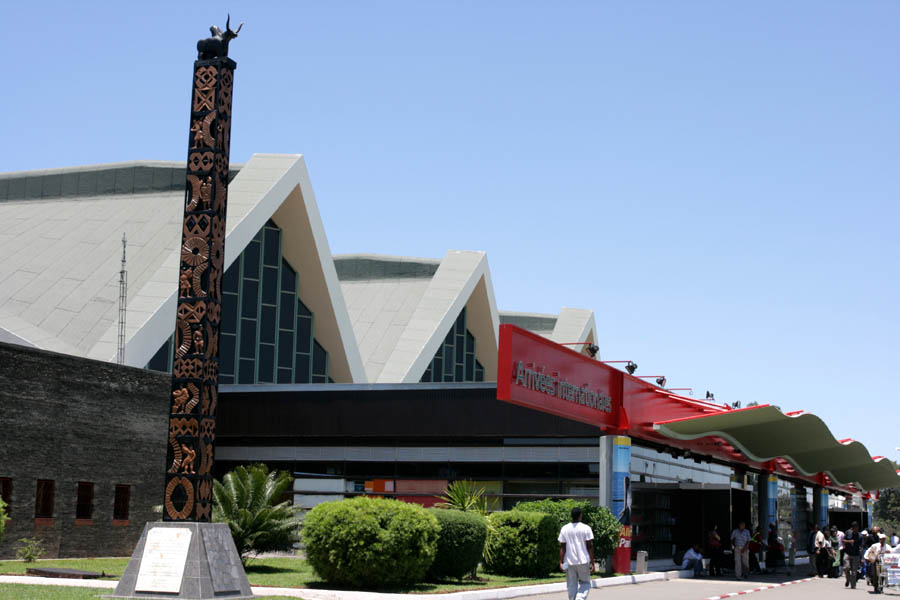
Aeroporto di Antananarivo-Ivato

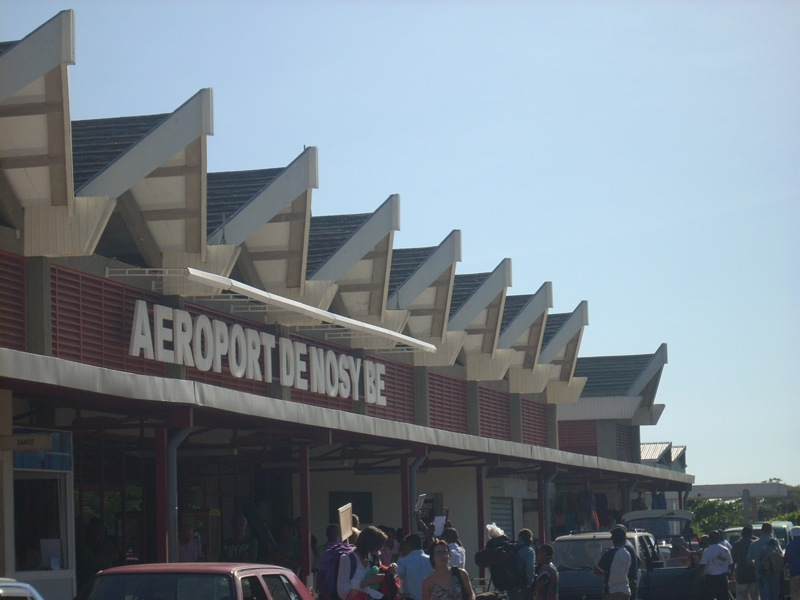
Aeroporto Fascene a Nosy Be

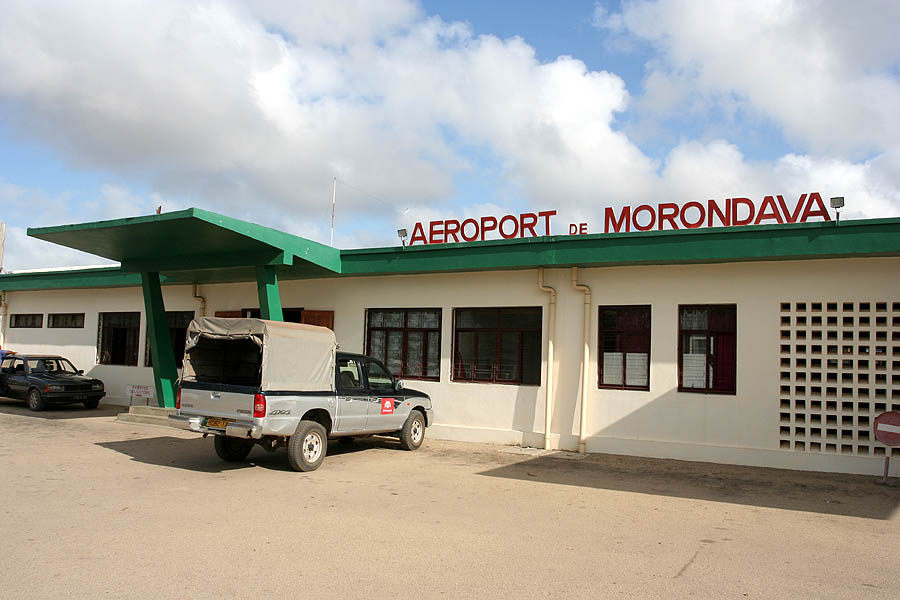
Aeroporto di Morondava

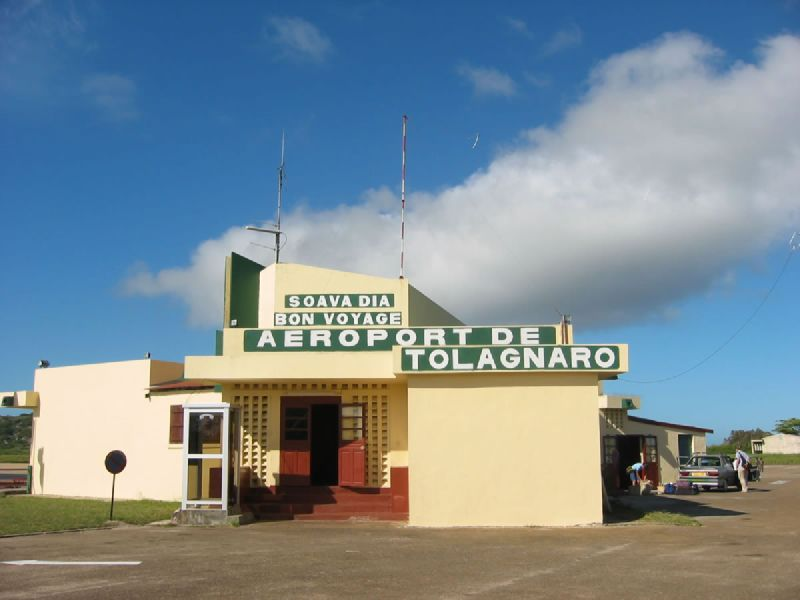
Aeroporto di Tolagnaro

I principali aeroporti sono:
| Aeroporto                                        | Città         | Codice ICAO | Codice IATA |
| ------------------------------------------------ | ------------- | ----------- | ----------- |
| Aeroporto di Ambalabe                            | Antsohihy     | FMNW        | WAI         |
| Aeroporto di Ambilobe                            | Ambilobe      | FMNE        | AMB         |
| Aeroporto di Ampampamena                         | Ampampamena   | FMNZ        | ---         |
| Aeroporto di Analalava                           | Analalava     | FMNL        | HVA         |
| Aeroporto di Andapa                              | Andapa        | FMND        | ZWA         |
| Aeroporto di Antananarivo-Ivato                  | Tananarive    | FMMI        | TNR         |
| Aeroporto di Antananarivo-Arivonimano (militare) | Tananarive    | FMMA        |             |
| Aeroporto di Antsirabato                         | Antalaha      | FMNH        | ANM         |
| Aeroporto di Andrakaka (militare)                | Antsiranana   | ----        | ---         |
| Aeroporto di Arrachart                           | Antsiranana   | FMNA        | DIE         |
| Aeroporto di Avaratra                            | Mananara Nord | FMNC        | WMR         |
| Aeroporto di Besalampy                           | Besalampy     | FMNQ        | BPY         |
| Aeroporto di Farafangana                         | Farafangana   | FMSG        | RVA         |
| Aeroporto Fascene                                | Nosy Be       | FMNN        | NOS         |
| Aeroporto di Fianarantsoa                        | Fianarantsoa  | FMSF        | WFI         |
| Aeroporto di Manakara                            | Manakara      | FMSK        | WVK         |
| Aeroporto di Mananjary                           | Mananjary     | FMSM        | MNJ         |
| Aeroporto di Maroantsetra                        | Maroantsetra  | FMNR        | WMN         |
| Aeroporto di Miandrivazo                         | Miandrivazo   | FMMN        | ZVA         |
| Aeroporto di Morombe                             | Morombe       | FMSR        | MXM         |
| Aeroporto di Morondava                           | Morondava     | FMMV        | MOQ         |
| Aeroporto Philibert Tsiranana                    | Mahajanga     | FMNM        | MJN         |
| Aeroporto di Sainte-Marie                        | Sainte-Marie  | FMMS        | SMS         |
| Aeroporto di Sambava                             | Sambava       | FMNS        | SVB         |
| Aeroporto di Toamasina                           | Toamasina     | FMMT        | TMM         |
| Aeroporto di Tolagnaro                           | Tolagnaro     | FMSD        | FTU         |
| Aeroporto di Toliara                             | Toliara       | FMST        | TLE         |
| Aeroporto di Vohemar                             | Vohemar       | FMNV        | VOH         |